# Test Drive Unlimited
Test Drive Unlimited (укр. «Тест Драйв: Без обмежень»; скор. TDU) — відеогра серії Test Drive в жанрі аркадних авто- та мотоперегонів, видана Atari у 2006 році для ігрової консолі Xbox 360. У 2007 році Test Drive Unlimited був випущений для персональних комп’ютерів під управлінням Windows та консолей PlayStation Portable та PlayStation 2.
Test Drive Unlimited пропонує перегони по дорогах острова Оаху, на яких надається свобода пересування. Під час гри потрібно купувати нові автомобілі та мотоцикли, покращувати їхні характеристики та виконувати різноманітні завдання — перегони, перевезення вантажів, пасажирів тощо, а також купувати нові будинки. Багатокористувацька складова Test Drive Unlimited доповнює режим поодинокої гри та дозволяє гравцям брати участь у перегонних змаганнях та створювати ігрові клуби для спільної гри.
Розробка гри почалася в 2005 році. В ході створення було прийнято рішення вдосконалити онлайн-компонент і максимально опрацювати змагання з перегонів та поведінку автомобіля, а також надати гравцям величезний відкритий світ. Після випуску Test Drive Unlimited був добре сприйнятий ігровою пресою. Ігровий процес та багатокористувацькі функції були високо оцінені, але інтерфейс та звук зазнали критики. У 2011 році вийшло продовження «Test Drive Unlimited 2».

## Ігровий процес

Перегона на Dodge Challenger R/T. Дії Test Drive Unlimited відбуваються на гавайскому острові Оаху, відтвореному максимально похоже зі своїм реальним аналогом

Test Drive Unlimited — це 3D-аркадна перегонна гра. За сюжетом гри, головний герой, якого ми обираємо на самому початку, летить літаком на гавайський острів Оаху, де збирається побудувати кар’єру вуличного перегонника. На острові, відтвореному подібно до свого справжнього аналога, гравцеві надається свобода пересування, як по дорогах, так і по бездоріжжю. Під час руху по острову можна знайти перегони, завдання, магазини або привернути увагу поліції. Також можна змагатися з будь-яким із зустрічних перегонників, які їздять по дорогах.
На початку гри потрібно купити будинок та машину. Різні будинки, які можна купити на острові, мають певну кількість гаражних місць для зберігання транспортних засобів. Поки гравець вільно досліджує острів, на мапі з'являються ключові місця, які містять дилерів автомобілів та мотоциклів, агентства з прокату автомобілів, магазини тюнінгу, агентства нерухомості, магазини одягу та фарби. Гравець також може брати участь у різних перегонах, таких як перегони проти машин, керованих комп’ютером, змагання за часом, змагання за швидкість, автостоп, виконання кур’єрських завдань (транспортування вантажів) та водіння автомобілів. За успішну участь у змаганнях гравцеві зараховуються гроші, які можна витратити на покупку чи оренду нових автомобілів та мотоциклів, їх тюнінг та покупку будинків. Для автостопу гравцеві видаються спеціальні значки, за допомогою яких можна купити одяг для свого персонажа в численних магазинах одягу відомих брендів.
Якщо ви врізаєтесь у автомобілі, що проїжджають по вулицях, або значно перевищуєте швидкість, тоді гравця переслідуватиме поліція. Чим більше станеться нещасних випадків, тим більше поліцейських приєднається до переслідування і тим вищим буде рівень переслідування, яких всього три. На останньому рівні погоні виставляються блокпости з поліцейських автомобілів. Погоня може припинитися, якщо гравець відірветься від поліції або якщо сталася лише одна аварія, а потім вони не відбулися протягом кількох секунд. Якщо під час переслідування гравець буде поруч із поліцейським автомобілем і їде з низькою швидкістю, його затримають і, отже, повинен сплатити штраф, розмір якого залежить від суми заподіяної шкоди та часу погоня. Якщо грошей на сплату штрафу не залишається, персонаж гравця на деякий час потрапляє до в’язниці.
У версіях гри для консолей PlayStation 2 та PlayStation Portable є деякі відмінності, зокрема, немає завдань з перевезення вантажів та пасажирів, можливість вибору та зміни персонажа була видалена, графіка та елементи керування була спрощена, деякі автомобілі і мотоцикли було вилучено, онлайн-можливості обмежені, а звуковий супровід трохи змінений. Однак у ці версії додали очки майстерності, зароблені за дрейфи, стрибки та інші маневри, режим швидкої гонки та автоматичну систему GPS, яка показує найкоротший шлях до найближчої перегони.

### Мережева гра
Багатокористувацький компонент під назвою MOOR (Massively Open Online Racing) працює як доповнення до режиму поодинокої гри — усі елементи одинокої гри також доступні в багатокористувацькій грі.
Наступні змагання з багатокористувацького режиму є необов’язковими: участь у перегонах з іншими гравцями, змагання з іншими гравцями для виконання завдань, можливість брати участь у змаганнях інших гравців. Система доставки та забезпечення багатокористувацьких ігор від Microsoft Xbox Live використовується для порівняння та ранжування гравців за рівнями. Гравці можуть створювати і приєднуватися до ігрових клубів з метою організації змагань. Додатковий патч після випуску дозволяє гравцям купувати та продавати автомобілі через центральну розрахункову палату, стилізований інтерфейс, у якому автомобілі для продажу можна сортувати за класом, пробігом, продуктивністю та ціною. Восени 2012 року ігрові сервери були закриті.

### Транспорті засоби
У грі представлена велика кількість автомобілів і мотоциклів відомих світових виробників, таких як Ferrari, Maserati, Lamborghini, Audi, Dodge, Chevrolet, Kawasaki та багатьох інших. Транспортні засоби можна орендувати або придбати. У першому випадку гравцеві необхідно знайти на острові місце прокату, де можна орендувати автомобіль або мотоцикл за певну суму грошей на 10 або 20 хвилин (чим більше часу ви виберете, тим більше потрібно заплатити). Щоб купити транспортний засіб, потрібно знайти магазини, в кожному з яких продаються транспортні засоби певної категорії. При покупці деякі транспортні засоби мають можливість змінити колір кузова, колір салону або дисків. Транспортні засоби поділяються на кілька класів залежно від їх технічних характеристик: найнижчий – «G», вищий – «A». Серед технічних характеристик можна переглянути швидкість, прискорення, керування, гальмування, потужність, привід тощо.
Крім покупки та оренди, на острові є місця для тюнінгу транспортних засобів, кожне з яких також залежить від типу автомобіля. Тюнінг включає в себе три пакети для кожного автомобіля і мотоцикла, які підвищують продуктивність, що дозволяє збільшити швидкість, кращу керованість і так далі. Деякі транспортні засоби можна модернізувати за допомогою тюнінгу, що дозволяє їм брати участь у перегонах вищих категорій. Поки машини гравця та перегонників не отримують пошкоджень в результаті зіткнень (в результаті немає можливості їх ремонту), автомобілі інших учасників дорожнього руху, в тому числі поліцейських, розбиваються, що також відображається у вигляді зім'ятих і розлітаючих частин.
Поведінка автомобілів і мотоциклів на дорозі відтворено з ухилом до реалізму, наприклад, транспортний засіб може заносити на поворотах, а на ґрунтовій поверхні швидкість зменшується. Крім того, кожен транспортний засіб пророблено детально: технічні характеристики відповідають його реальним аналогам, а також є можливості ввімкнути фари, підняти або опустити скло дверей, перевірити відкриття/закриття дверей, і так далі. Можна включити допомогу при водінні: чим вище її рівень, тим більше допоміжних систем полегшують водіння. Під час руху можна перемикати кілька типів камер, як зовні, так і в салоні. За допомогою керма можна керувати транспортним засобом і налаштовувати його.

## Розробка та вихід гри
Гра була анонсована навесні 2005. Спочатку стало відомо про версію для тодішньої ігрової консолі нового покоління — Xbox 360. Ігровий острів Оаху повторює свій справжній прототип з точністю до одного метра, оскільки розробники використовували супутникові знімки для симуляції. Ландшафт острова включає тропічний ліс, гори, піщані пляжі, аеропорт і столицю Гаваїв — Гонолулу. Хоча рекламні матеріали для цієї гри стверджують, що вони точно представляють острів Гаваї, деякі урядові (наприклад, Перл-Харбор, Кемп Х. М. Сміта і база ВПС Хікам) та комерційні будівлі (Центр Ала Моана, Конференц-центр, ціла бізнес-вулиця в Перл-Сіті і Pearlridge Center), а також відомі пам'ятки (серед інших статуя короля Камехамехи I) не були представлені, що може бути пов'язано з певними правовідносинами або обмеженнями ігрового рушія.
Спочатку гра була випущена у вересні 2006 року для консолі Xbox 360. Однак навесні наступного року була випущена портована версія Test Drive Unlimited для персональних комп’ютерів під керуванням Windows, а також версія, розроблена студією Melbourne House для PlayStation 2 і PlayStation Portable, які були дещо спрощені. через апаратні обмеження консолей. 22 жовтня 2008 року в Росії з'явилося розширене видання гри Test Drive Unlimited Gold, яке включало оригінальну гру і доповнення Test Drive Unlimited Megapack, яке, у свою чергу, було випущено 29 жовтня того ж року на CD-ROM. Доповнення включає 45 автомобілів таких виробників, як Holden, Edonis, RUF, Lexus та інших, один мотоцикл, режим підвищеної реалістичності керування транспортним засобом, покращену систему підтримки рульового керування, а також підтримку широкоформатної роздільної здатності, яка також є присутні в консольних версіях гри.

## Оцінки та думки
| Агрегатор    | Оцінка  | Оцінка  | Оцінка  | Оцінка  |
| Агрегатор    | PC      | PS2     | PSP     | X360    |
| ------------ | ------- | ------- | ------- | ------- |
| GameRankings | 80,17 % | 75,70 % | 80,12 % | 82,45 % |
| Metacritic   | 79/100  | 75/100  | 80/100  | 82/100  |

| Видання                      | Оцінка | Оцінка | Оцінка | Оцінка  |
| Видання                      | PC     | PS2    | PSP    | X360    |
| ---------------------------- | ------ | ------ | ------ | ------- |
| 1Up.com                      | 8/10   |        |        | 8/10    |
| AllGame                      | [ 16 ] | [ 17 ] | [ 18 ] | [ 19 ]  |
| Edge                         |        |        |        | 8/10    |
| Electronic Gaming Monthly    |        |        |        | 8,33/10 |
| Eurogamer                    |        | 8/10   |        | 8/10    |
| G4                           |        |        |        | 4/5     |
| Game Informer                |        |        |        | 8,25/10 |
| GameRevolution               |        |        |        | B+      |
| GameSpot                     | 7,5/10 | 7,5/10 | 7,8/10 | 7,8/10  |
| GameSpy                      | [ 30 ] | [ 31 ] |        | [ 32 ]  |
| GameTrailers                 |        |        |        | 8,1/10  |
| GameZone                     | 8/10   | 7,5/10 | 8/10   | 8,8/10  |
| IGN                          | 8/10   | 7,3/10 | 7,8/10 | 8/10    |
| Official Xbox Magazine (США) |        |        |        | 8,5/10  |
| PALGN                        | 7/10   |        |        | 8,5/10  |
| PC Gamer (Велика Британія)   | 87/100 |        |        |         |
| Play                         |        |        |        | 9/10    |
| Pocket Gamer                 | 7,6/10 |        |        |         |
| TeamXbox                     |        |        |        | 8,7/10  |
| VideoGamer.com               | 8/10   | 7/10   |        | 8/10    |
| Игромания                    | 8,5/10 |        |        |         |
| Страна игр                   | 8,5/10 |        |        | 8,5/10  |

Test Drive Unlimited одержала позитивні відгуки від преси. На сайтах GameRankings та Metacritic середня оцінка гри складає 82,45% і 82/100 у версії для Xbox 360, 80,17% та 79/100 для ПК, 80,12% та 80/100 для PlayStation Portable, 75,70% та 75/100 для PlayStation 2 відповідно. Журналісти високо оцінили великий відкритий світ, графіку та мережеві можливості, але розкритикували озвучку та деякі ігрові елементи. Test Drive Unlimited здобула комерційний успіх.

### Продовження
У 2011 році вийшло продовження, Test Drive Unlimited 2 . Продовження запозичує риси першої частини, але має два острови та більше змін характеру. Гра була здебільшого позитивною, але критики її занижували, ніж її попередниця, через незручне водіння та технічні проблеми.